# 小行星19969
小行星19969（19969 Davidfreedman）是一颗绕太阳运转的小行星，为主小行星带小行星。该小行星于1988年8月11日发现。

## 轨道参数
小行星19969的轨道半长轴为2.3567659 UA，离心率为0.041。